# 1061

## Evenimente
- 2 februarie: Primele incursiuni ale cumanilor pe teritoriul Rusiei; înfrângerea rușilor kieveni.
- 18 iunie: Ca urmare a asasinării lui Florent I, contele Frisiei occidentale, cea mai mare parte a stăpânirilor sale (actuala Olandă) este cucerită de trupele imperiale germane trimise de Henric al IV-lea și oferită episcopului de Utrecht; urmașul lui Florent I, Thierry, și regenta Gertrude de Saxonia (mama sa) se refugiază în Zeelanda.

### Nedatate
- mai: Începe cucerirea Siciliei, aflate sub dominația zirizilor, de către normanzii conduși de Roger de Hauteville, care debarcă la Messina, pe care o cucerește.
- Almoravidul Yusuf ben Tashfin, fondatorul orașului Marrakech, este înscăunat în Maroc.
- Estonienii distrug castelul Yuryev din Tartu și întreprind raiduri asupra regiunii Polotsk din Rusia.
- Prima atestare documentară a localității Biharea, județul Bihor.

## Arte, științe, literatură și filozofie
- 4 octombrie: Începe construirea catedralei din Speyer, în Germania, care este consacrată.

## Înscăunări
- 28 ianuarie: Vratislav al II-lea, duce al Boemiei și apoi rege din 1085 (1061–1092).
- 1 octombrie: Papa Alexandru al II-lea (n.  Alsemo de Baggio), (1061–1073)
- 28 octombrie: Honorius al II-lea (n. Pietro Cadalus), antipapă (n. ?)
- Otto al II-lea, duce de Bavaria 1061–1070).
- Yusuf ben Tashfin, în Maroc (1061–1107).

## Nașteri
- Imam al-Mazari, jurist arab (d. 1141)

## Decese
- 28 ianuarie: Spytihnev al II-lea, duce de Boemia (n. 1031)
- 18 iunie: Florent I, conte al Frisiei occidentale (n. ?)
- 18 sau 27 iulie: Papa Nicolae al II-lea (n. ?)
- Abu Sa'id Gardezi, geograf și istoric persan (n. ?)
- Isaac I Comnen, împărat bizantin (n. 1005)